# Муханов Олександр Сергійович
Олександр Сергійович Муханов (нар. 17 травня 1976, м. Мелеуз, СРСР) — український хокеїст, захисник.

## Життєпис
Народився Олександр Муханов  17 травня 1976 року в м. Мелеуз. Вихованець хокейної школи київського «Сокола». 
Олександр Муханов виступав за океаном у клубах «Tacoma Sabercats» (WCHL), Topeka ScareCrows (CHL), «Fort Wayne Komets» (ECHL) та у Німеччині за ХК «Фюссен» (Фюссен).
Нині виступає в Аматорській хокейній лізі за ХК «Автомобіліст».
Досягнення
- Срібло Чемпіонату України 2004-05
- Срібло Чемпіонату України 2005-06
- Золото Чемпіонату України 2006-07
- Бронза Чемпіонату України 2013-14